# Endrigo (album 1968)
Endrigo è il quarto album del cantautore italiano Sergio Endrigo, pubblicato dalla Fonit Cetra nel 1968.
Contiene fra i brani Canzone per te, vincitore del Festival di Sanremo, Marianne, partecipante all'Eurovision Song Contest, e due pezzi tratti da altrettante colonne sonore di film.

## Tracce
Lato A
1. La colomba (Rafael Alberti/Endrigo/Carlos Guastavino)
2. Canzone per te (Bardotti/Endrigo)
3. Il primo bicchiere di vino (Endrigo)
4. Dove credi di andare (Endrigo)
5. La tua assenza (Endrigo)
6. Anch'io ti ricorderò (Endrigo)

Lato B
1. Marianne (Bigazzi/Endrigo)
2. Perché non dormi fratello (Bardotti/Endrigo)
3. Il dolce paese (Musy/Endrigo)
4. Il treno che viene dal sud (Endrigo)
5. Back home someday (A man alone)[2] (Bardotti/Fulci/Endrigo)
6. Canzone della libertà[3] (Lucignani/Morricone)